# Felipe Codallos

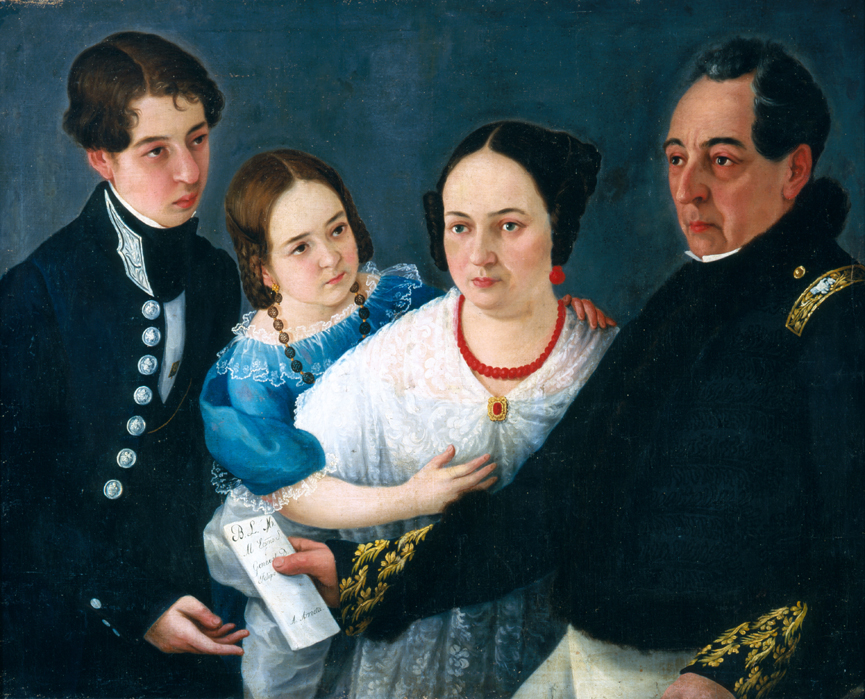
Felipe Codallos (rechts) mit seiner Familie

Felipe Codallos (* 1790 in Puebla, Mexiko; † 1849 ebenda) war ein mexikanischer Politiker. Im Jahr 1823  war er Capitán General der Provinz El Salvador, vom 22. November 1822 bis 7. März 1823 Capitán General der Provinz Guatemala im mexikanischen Kaiserreich und von 1837 bis 1840 Gouverneur von Puebla.

## Leben
Codallos heiratete Dona García Granados, eine Tochter von José Vicente García Granados Zavala (1798–1873).
Die Zentralamerikanische Konföderation wurde vom ersten mexikanischen Kaiserreich unter Agustín de Itúrbide im Jahr 1822 annektiert. Die Partido Liberal aus der Provinz El Salvador kämpfte gegen diese Annexion.
In Mexiko wurde im November 1821 eine Brigade unter dem Kommando von Vicente Filisola und seinem Stellvertreter Felipe Codallos in Marsch gesetzt; ein großer Teil der Soldaten desertierte. In Chiapas wurden neue Truppen ausgehoben, Filísola kam schließlich
mit 600 Soldaten in Guatemala-Stadt an.
Vicente Filísola besetzte anschließend San Salvador mit Truppen aus Mexiko, Guatemala und San Miguel (El Salvador). Der Ort, an welchem die Mexikaner lagerten, heißt heute Mejicanos.
Am 7. Februar 1823 fand bei Marionas eine Schlacht zwischen Befürwortern und Gegnern der Annexion statt, bei dieser kommandierte die Gegner der Annexion Antonio José Cañas Quintanilla, da Manuel José Arce y Fagoaga erkrankt war.
Vicente Filisola übernahm das Amt des Capitán General der Provinz El Salvador im mexikanischen Imperium vom 9. Februar bis zum 7. Mai 1823. Am 7. Mai 1923 gab Vicente Filisola das Amt des Capitán General an seinen Stellvertreter Codallos weiter und kehrte in die Provinz Guatemala zurück.
Am 25. Mai 1823 hatte das Cabildo de Españoles de San Salvador Waffen an die Bevölkerung ausgegeben. General Codallos zog mit 500 Soldaten ab. Vom 22. November 1822 bis 7. März 1823 war Codallos Capitán General der Provinz Guatemala im mexikanischen Imperium. Nach dem Ende des mexikanischen Imperiums kehrte er nach Mexiko zurück.

Von 1837 bis 1840 war er Gouverneur des Departamentos de Puebla.
Am 11. Dezember 1840 legte er den Grundstein zu einem Modellgefängnis im Colegio de San Javier en Tepotzotlán.

## Auszeichnungen
Am 17. März 1841 bekam er ein Ehrenkreuz wegen einer Aktion in Azcapotzalco.